# ويلهلم فرانز
ويلهلم فرانز (بالألمانية: Wilhelm Franz)‏ هو رائد أعمال ألماني، ولد في 19 يوليو 1913 في بريمن في ألمانيا، وتوفي في 10 أبريل 1971.